# Caso Toshakhana
O caso Toshakhana refere-se a um processo judicial contra o ex-primeiro-ministro do Paquistão, Imran Khan.  
A ação judicial foi instaurada no mês de agosto de 2022 contra Imran Khan, por solicitação de políticos do Movimento Democrático do Paquistão, por não divulgar relatórios anuais sobre os presentes e patrimônios apresentados ao Toshakhana. A Comissão Eleitoral do Paquistão iniciou o inquérito e anunciou seu veredicto final em 21 de outubro de 2022, quando inabilitou Imran de ocupar cargos públicos por um período de cinco anos por cometer o delito envolvendo comportamento desonesto, informações fabricadas e declaração imprecisa  no registro sob o Artigo 63 (1)(p) e ordenou o envio desta ao tribunal de primeira instância para iniciar o processo criminal.

## Contexto
O Toshakhana é o departamento que funciona sob a supervisão administrativa da Divisão de Gabinete, criada em 1974 e que guarda presentes inestimáveis oferecidos a governantes, legisladores, burocratas, militares e outros funcionários pelos líderes de outros países, governos e dignitários internacionais. Conforme declarado pela legislação do Paquistão, os presentes e outros itens caros que as pessoas a quem essas regras se aplicam recebem, devem compartilhar com a Divisão de Gabinete e enviar seus presentes e materiais para o Toshakhana.

## O caso
O caso Toshakhana foi aberto no mês de agosto de 2022 contra o ex-primeiro-ministro paquistanês por Mohsin Shahnawaz Ranjha e por outros políticos do governo de coalizão do Paquistão  - liderado pela Liga Muçulmana do Paquistão-Nawaz - por não divulgar as informações sobre os presentes dados ao Toshakhana e a suposta receita de vendas, o que significa que ele vendeu os presentes que recebeu oficialmente de diversos chefes de Estado diretamente no mercado sem apresentar no Toshakhana. Os parlamentares da aliança governante, Movimento Democrático do Paquistão, cederam o registro a Raja Pervaiz Ashraf, o presidente da Assembleia Nacional, mais tarde ele passou este registro a Sikander Sultan Raja, Comissário Eleitoral Chefe para outras ações necessárias.

### Descobertas
Desde que assumiu o cargo em 2018, Imran Khan resistiu em divulgar informações sobre os presentes, alegando que isso prejudicaria as relações com outros países. Isso ocorre apesar da ordem da Comissão de Informação do Paquistão para que isso fosse feito.
Em sua última resposta a Comissão Eleitoral do Paquistão em 8 de setembro, Imran admitiu ter vendido os quatro presentes que recebeu de diferentes chefes de estado como primeiro-ministro. Um relógio Graff e algumas abotoaduras, um anel e uma caneta de alto custo foram incluídos em um dos presentes, enquanto quatro relógios Rolex foram incluídos nos outros três.
No caso Toshakhana, os legisladores da coalizão governista do Paquistão apresentaram provas documentais para apoiar suas acusações contra o ex-primeiro-ministro Imran e exigiram sua desqualificação.

### Veredicto da Comissão Eleitoral
Após as conclusões da Comissão Eleitoral do Paquistão, a admissão de Imran e a evidência documental do peticionário, a comissão emitiu sua decisão em 21 de outubro, inabilitando por cinco anos o ex-primeiro-ministro Imran Khan por se envolver em comportamento antiético, fazer afirmações falsas e fazer declarações errôneas  no registro sob o Artigo 63 (1)(p) e ordenou o envio desta ao tribunal de primeira instância para iniciar o processo criminal.
Após o veredicto, Imran Khan foi inabilitado de qualquer cargo público. A defesa contestou a decisão no Supremo Tribunal de Islamabad em 22 de outubro de 2022.
Khan, na sequência, anunciou a Marcha Azadi II de 2022 para protestar.

### Mandato de prisão em março de 2023
Em março de 2023, uma vez que Imran Khan evitava constantemente comparecer nas audiências, o tribunal distrital e de sessões de Islamabad emitiu um mandado de prisão inafiançável e ordenou que a polícia o apresentasse na corte. No entanto, apoiantes do ex-primeiro-ministro iniciaram protestos e confrontos impedindo os policiais de cumprirem o mandato.

### Condenação e prisão
Em 5 de agosto de 2023, o tribunal de primeira instância de Islamabad declarou Imran Khan culpado de "práticas corruptas" de acordo com a Seção 174 da Lei Eleitoral no caso Toshakhana e o condenou a três anos de prisão com multa de 100.000 rupias paquistanesas. Khan foi detido e preso no mesmo dia, enquanto sua equipe jurídica entrou com um recurso contra a condenação em 8 de agosto.